# Koolstoftetroxide
Koolstoftetroxide is een zeer instabiel koolstofoxide met de formule {\displaystyle {\ce {CO4}}}. Het werd verondersteld op te treden tijdens de hoge temperatuur-uitwisseling van zuurstof tussen koolstofdioxide en zuurstofgas. De stof komt voor in twee isomeren, die op basis van hun symmetrie-aanduidingen als het C2v-isomeer en het D2d-isomeer bekend staan. Daarnaast kunnen de twee isomeren ook met hun systematische namen aangeduid worden, maar dat is een stuk omslachtiger. het C2v-isomeer is voor het eerst aangetoond in vast koolstofdioxide. Het is -138 kJ.mol−1 stabieler dan het D2d-isomeer.

Het D_{2d}-isomeer van koolstoftetraoxide.

Het isovalente koolstoftetrasulfide is ook bekend als ingesloten stof in een inerte gasmatrix. Het heeft een D2d symmetrie met dezelfde opbouw als het D2d van koolstoftetraoxide.